# 島田彰
島田 彰（しまだ あきら、1934年3月15日 - 2004年3月11日）は、日本の男性俳優、声優。兵庫県出身。

## 来歴
高知大学卒業。
所属事務所はJORK放送劇団、劇団演出劇場、P・C、T・M・C、東京俳優生活協同組合、泉座を経て、演劇集団 未踏。同劇団では営業部長を務めていた。
2004年3月11日に死去。69歳没。

## 人物
声種はハイバリトン。
特技は四国弁、野球。

## 出演作品
太字はメインキャラクター。

### テレビドラマ
- アイウエオ
- 愛人マンション
- うちの子にかぎって… - 五十嵐篤 役
- 大江戸捜査網
- おさななじみ
- 高原へいらっしゃい
- 五人の野武士
- 新・女捜査官
- 第7の男
- ダイヤル110番
- 大河ドラマ
  - 風と雲と虹と - 扶の兵 役
  - 山河燃ゆ - ポリス 役
  - 春の波涛 - 工事担当者 役
- 太陽にほえろ!
  - 第124話「保証人」（1976年10月29日）
  - 第240話「木枯らしの中で」（1977年2月25日） - オーロラ貿易東南アジア事業部課長
- 女人武蔵
- 熱中時代 第1シリーズ - 警官 役
- 風来坊
- 風来坊先生
- ボクの婚約者
- 澪つくし（1985年） ‐ 西松専務

### 映画
- 大盗賊（1963年）

### テレビアニメ
1963年
- 狼少年ケン（1963年 - 1965年）

1964年
- ビッグX（ビッグX）

1965年
- 宇宙パトロールホッパ（ドッグ博士）

1966年
- おそ松くん

1967年
- パーマン（スーパーマン）
- リボンの騎士

1968年
- サイボーグ009

1969年
- アタックNo.1（女性週刊誌記者、マイティシックスのメンバー）
- 巨人の星（1969年 - 1971年）
- 佐武と市捕物控

1970年
- あしたのジョー
- 昆虫物語 みなしごハッチ

1971年
- アニメンタリー 決断
- 新オバケのQ太郎（小池さん）
- さすらいの太陽
- さるとびエッちゃん（1971年 - 1972年）

1972年
- 赤胴鈴之助
- アストロガンガー（ブラスター25）
- アニメドキュメントミュンヘンへの道
- 樫の木モック（人形、その父、ロベルト、鳥）
- ど根性ガエル（1973年 - 1974年）

1973年
- 侍ジャイアンツ（田淵幸太 他）
- ジャングル黒べえ
- ドロロンえん魔くん（1973年 - 1974年、鳥羽扇）
- バビル2世

1974年
- アルプスの少女ハイジ（家庭教師）

1975年
- ガンバの冒険（シジン）
- タイムボカン（金角）
- はじめ人間ギャートルズ

1976年
- 母をたずねて三千里（ジャコモ、鍛冶屋）
- ブロッカー軍団IVマシーンブラスター（舎監）
- ポールのミラクル大作戦（メラーリの父、チクター）

1977年
- 新・巨人の星（1977年 - 1978年、吉田義男）
- 無敵超人ザンボット3（1977年 - 1978年、キラーザ・ブッチャー、神北久作）

1978年
- 家なき子
- ペリーヌ物語（自転車の男）
- 野球狂の詩（肉屋のおやじ）

1979年
- 赤毛のアン
- 無敵鋼人ダイターン3（梅）

1980年
- ドラえもん（テレビ朝日版第1期）

1983年
- パーマン（1983年 - 1985年、ミチ子のパパ、隊長）
- まんが日本史（杉田玄白）

1984年
- とんがり帽子のメモル（センチ、リュックマン、カエル、マリエルの父、センチのマリエルのパパの声真似）
- 牧場の少女カトリ（校長）

1987年
- エスパー魔美（小早川、石崎老人）
- シティーハンター（鈴木）

1989年
- 美味しんぼ（村田寛玉、船頭）
- YAWARA!（1989年 - 1992年、徳永、犯人）
- 笑ゥせぇるすまん（磯部錦一）

1990年
- チンプイ（老人）

1996年
- YAWARA! Special ずっと君のことが…。（徳永）

2003年
- 名探偵コナン（土肥耕造）

### 劇場アニメ
- 巨人の星 大リーグボール（1970年）
- 機動戦士ガンダムIII めぐりあい宇宙編（1982年、アサクラ）
- パーマン バードマンがやって来た!（1983年、ミツ子のパパ）
- 冒険者たち ガンバと7匹のなかま（1984年、シジン[13]）
- ガンバとカワウソの冒険（1991年、シジン[14]）

### OVA
- 銀河英雄伝説（1989年、ドーソン）
- 暗黒神話（1990年、店主）

### ゲーム
- YAWARA!（1992年）
- 藤子不二雄Aの笑ゥせぇるすまん（1993年、男性、磯部）
- スーパーロボット大戦IMPACT（2002年、キラー・ザ・ブッチャー）
- スーパーロボット大戦A PORTABLE（2008年、キラー・ザ・ブッチャー）※ライブラリ出演
- スーパーロボット大戦Z（2008年、キラー・ザ・ブッチャー）※ライブラリ出演

### 特撮
1967年
- ウルトラセブン（1967年 - 1968年、宇宙観測艇8号の声 他）
- 快獣ブースカ

1968年
- 怪奇大作戦（秘書風の男、カーラジオの声）

1972年
- 快傑ライオン丸（小ガミラスの声）
- 人造人間キカイダー（ブラックホースの声）
- 超人バロム・1（タコゲルゲの声、ウミウシゲの声、トゲゲルゲの声、再生ドルゲ魔人の声）

1973年
- キカイダー01（お岩フクロウの声、水爆河童の声、宇宙人ロボットの声）

1974年
- 電人ザボーガー（城北大学研究所長）
- 飛び出す立体映画 イナズマン（再生アクマバンバラの声、再生アブラバンバラの声、再生カガミバンバラの声）

1975年
- アクマイザー3（ハンギョラーの声）
- 秘密戦隊ゴレンジャー（武者仮面の声、機関車仮面の声）

1976年
- 忍者キャプター（風魔死なずの声）

1977年
- 快傑ズバット（金仮面の声）

1979年
- バトルフィーバーJ（デンキ怪人の声）

1984年
- どきんちょ!ネムリン（ガイコツの声、モグラくんの声）

2000年
- 魔神騎士ジャック☆ガイスト（呪詛人カラスベスの声）

### 吹き替え

#### 映画
- アラバマ物語（1972年、スペンサー・ロビンソン〈ジェスター・ヘアーストン〉）※テレビ朝日版

#### ドラマ
- アウター・リミッツ（1964年、市長、ハリー・クロダ）
- スパイ大作戦 極秘指令地獄からの脱出（1973年、運転手、男）
- 刑事コロンボ 意識の下の映像（1974年、映像編集者）
- ロックフォードの事件メモ（1974年）

#### 人形劇
- 海底大戦争 スティングレイ 危うし!マリンビル基地（1964年、操縦士）
- スーパーカー（1965年）
  - ベロータ島の革命（大佐の部下）※フジテレビ版
  - ジャングルの追跡（ガーマン）※フジテレビ版
  - 海底のスパイ基地 ※フジテレビ版

### ラジオドラマ
- 播磨灘物語（1975年、KBC・九州朝日放送）

### 人形劇
- にんぎょうげき「バラモンとトラとジャッカル」（1989年）